# لچه
شهر  لچه (به ایتالیایی: Lecce) با جمعیت ۹۴٬۱۷۸ نفر در ناحیه آپولیا در کشور ایتالیا واقع شده‌ است.

## نگارخانه

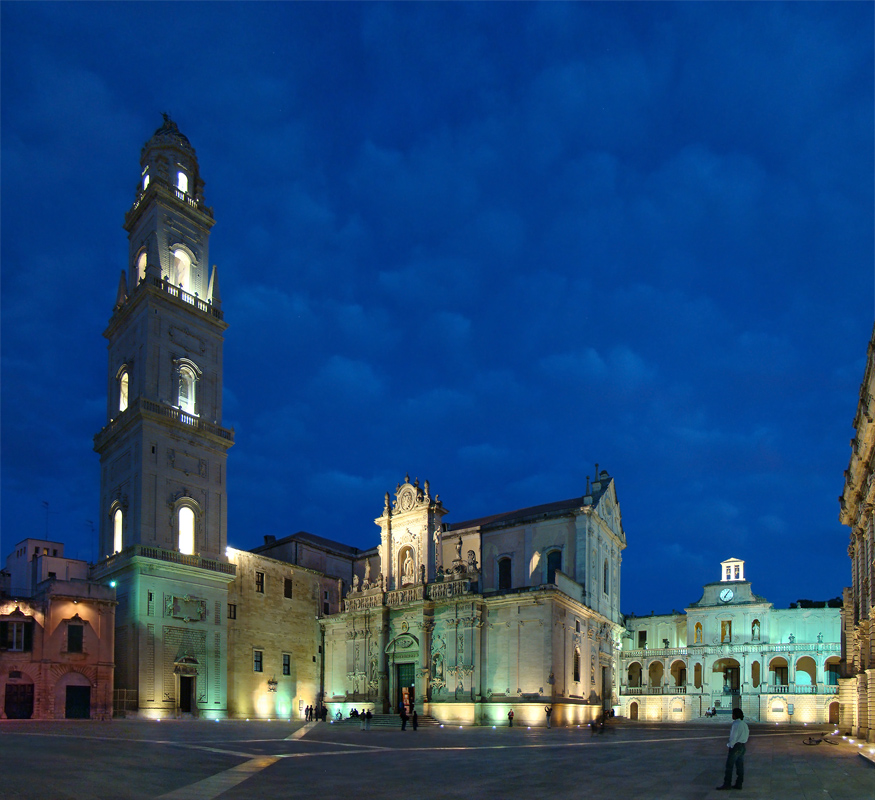
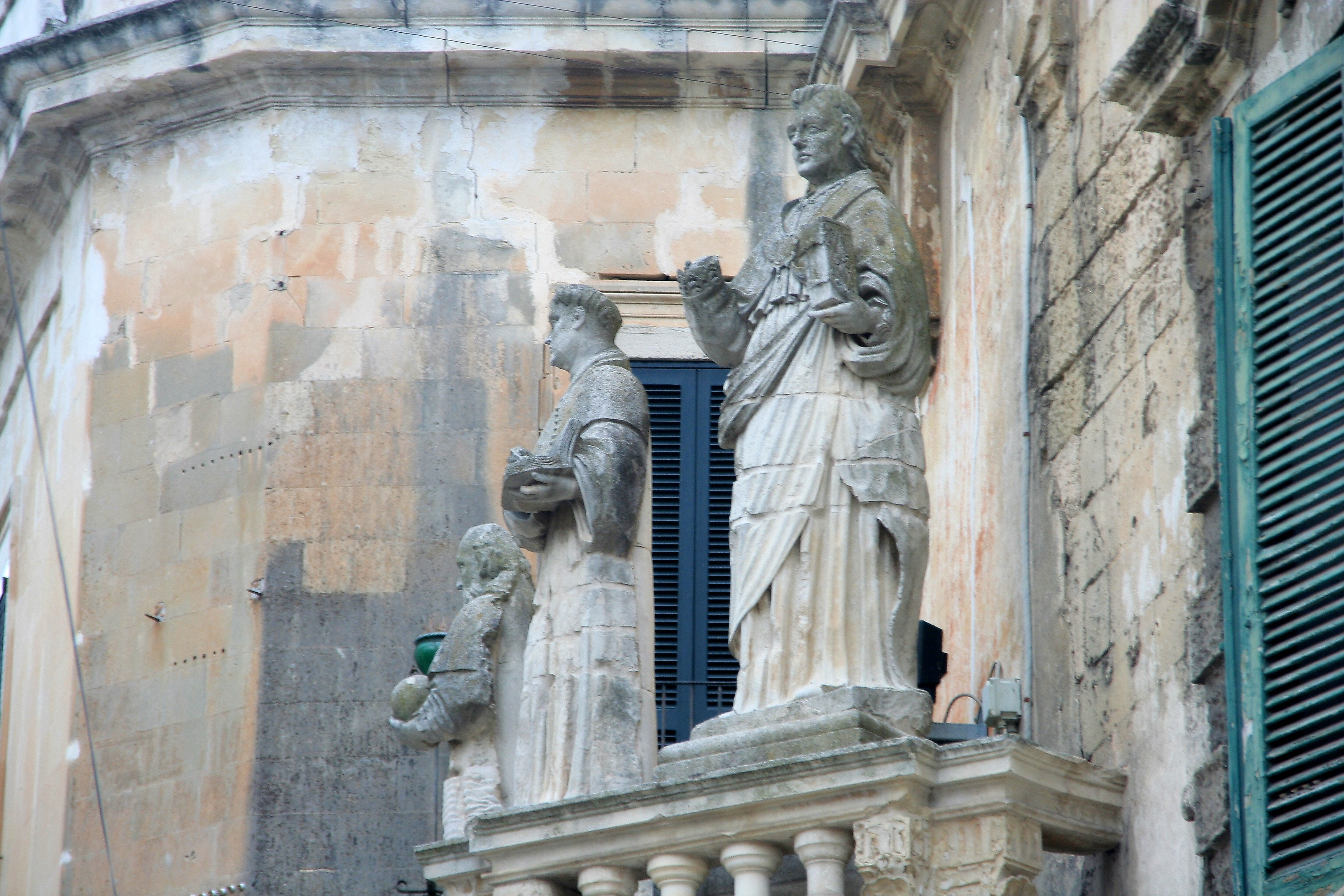
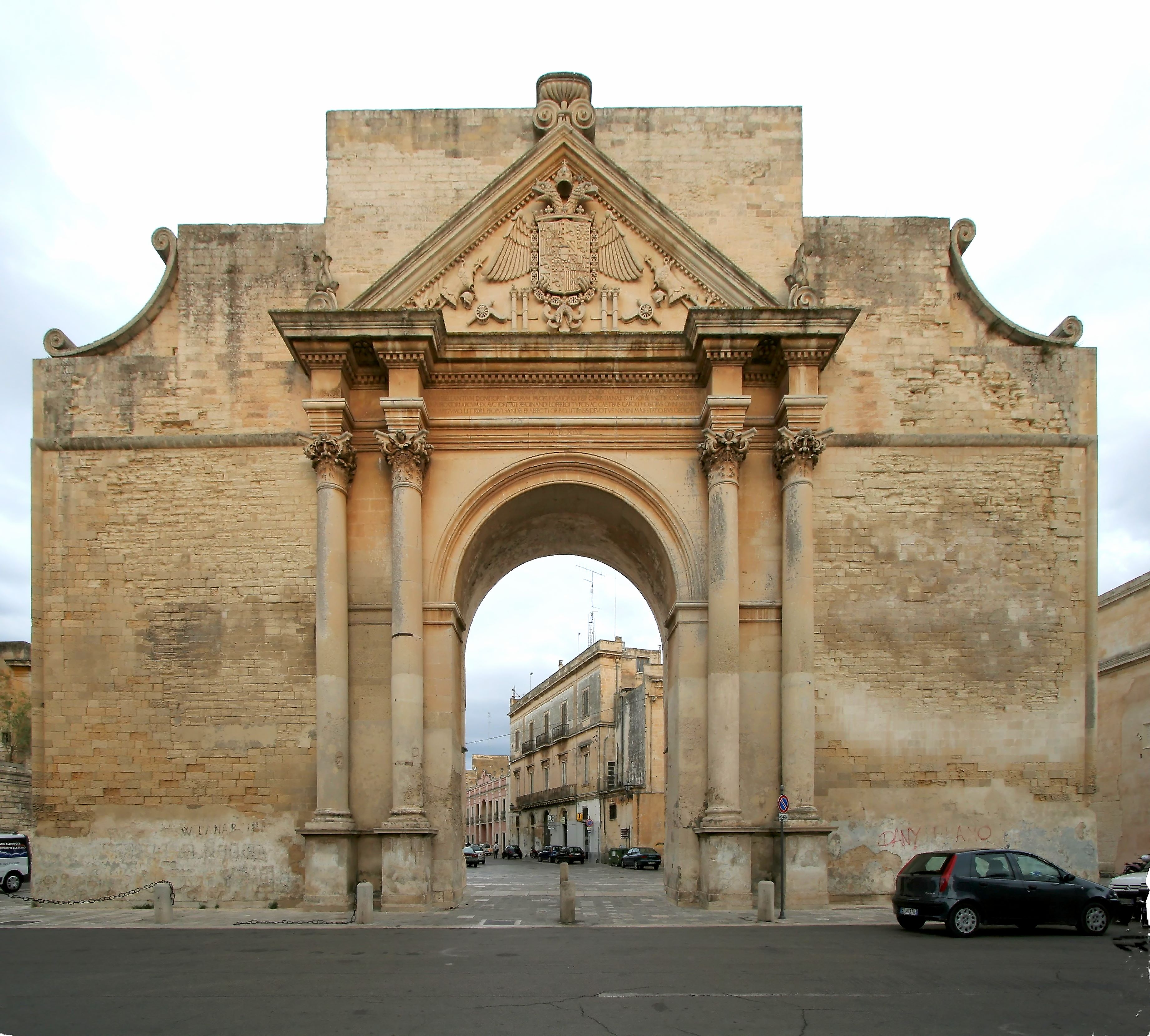
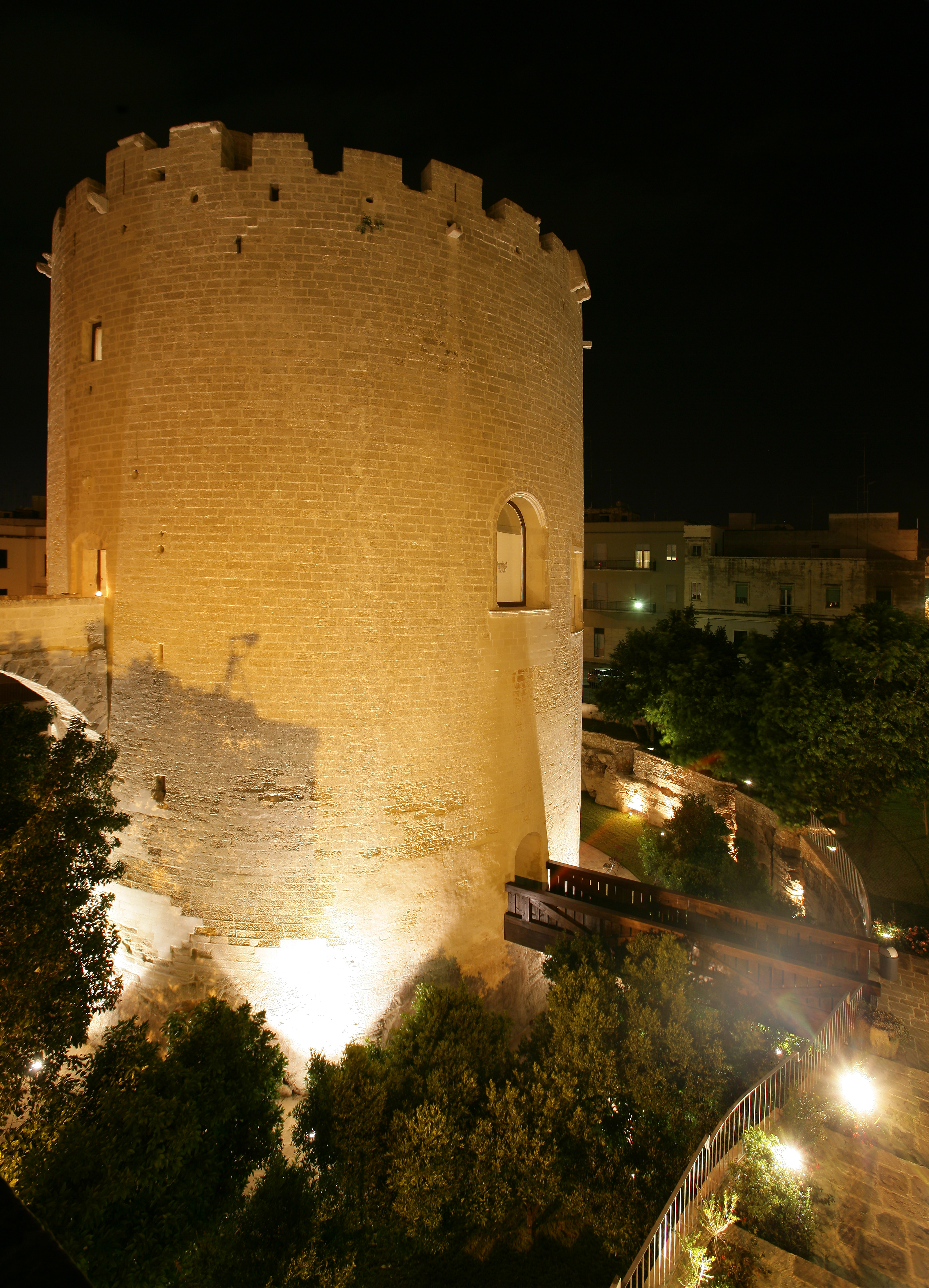